# Caterina Orsini del Balzo

Das Wappen der Familie Orsini del Balzo

Caterina Orsini del Balzo, auch bekannt als Caterina von Tarent (* um 1380; † 1432) war eine italienische Adelige und Gräfin von Copertino.

## Leben
Caterina war die Tochter von Raimondo Orsini del Balzo und Maria d’Enghien sowie die Schwester von Giovanni Antonio, Maria und Gabriele.
Sie heiratete Barthélemy de Clermont, genannt Tristan Graf von Copertino.

## Abstammung
| Vater Raimondo Orsini del Balzo | Nicola Orsini       | Roberto Orsini        | Romano Orsini         |
| Vater Raimondo Orsini del Balzo | Nicola Orsini       | Roberto Orsini        | Anastasia di Monforte |
| Vater Raimondo Orsini del Balzo | Nicola Orsini       | Sveva del Balzo       | Ugo del Balzo         |
| Vater Raimondo Orsini del Balzo | Nicola Orsini       | Sveva del Balzo       | Jacopa della Marra    |
| Vater Raimondo Orsini del Balzo | Giovanna di Sabrano | Guglielmo di Sabrano  | Ermingano di Sabrano  |
| Vater Raimondo Orsini del Balzo | Giovanna di Sabrano | Guglielmo di Sabrano  | Alistasia del Balzo   |
| Vater Raimondo Orsini del Balzo | Giovanna di Sabrano | Roberta di Sangiorgio | Berardo di Sangiorgio |
| Vater Raimondo Orsini del Balzo | Giovanna di Sabrano | Roberta di Sangiorgio | Isabella Maletta      |
| Mutter Maria d’Enghien          | Giovanni d’Enghien  | ?                     | ?                     |
| Mutter Maria d’Enghien          | Giovanni d’Enghien  | ?                     | ?                     |
| Mutter Maria d’Enghien          | Giovanni d’Enghien  | ?                     | ?                     |
| Mutter Maria d’Enghien          | Giovanni d’Enghien  | ?                     | ?                     |
| Mutter Maria d’Enghien          | Sancia del Balzo    | Bertrando del Balzo   | Berteraimo del Balzo  |
| Mutter Maria d’Enghien          | Sancia del Balzo    | Bertrando del Balzo   | ?                     |
| Mutter Maria d’Enghien          | Sancia del Balzo    | Margherita d’Alneto   | Roberto d’Alneto      |
| Mutter Maria d’Enghien          | Sancia del Balzo    | Margherita d’Alneto   | ?                     |

## Nachkommen
Caterina und Tristan hatten zwei Töchter:

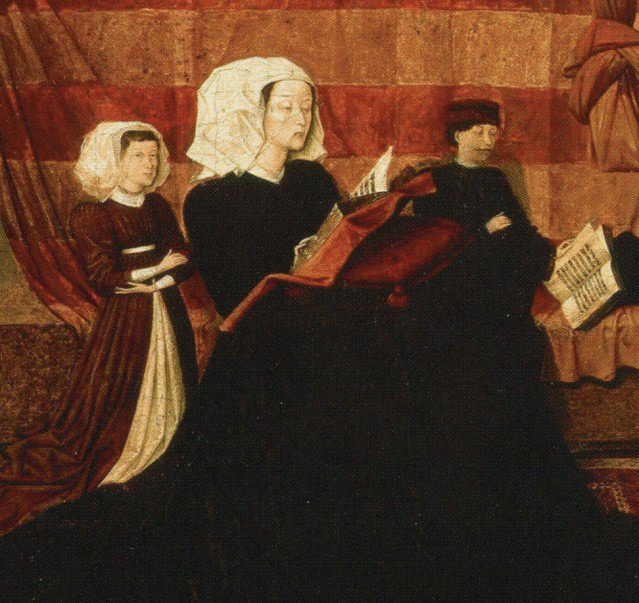
Isabella von Clermont, Gemälde von Colantonio, um 1456–1465

1. Isabella (* um 1424; † 30. März 1465) heiratete Ferdinand von Aragon, den unehelichen Sohn von König Alfons V., und wurde somit Königin von Neapel.[3]
  1. Alfons II. von Neapel (* 4. November 1448; † 18. Dezember 1495)
  2. Eleonora von Aragón (* 22. Juni 1450; † 11. Oktober 1493) ⚭ Ercole I. d’Este, Herzog von Ferrara
  3. Friedrich IV. von Neapel (* 19. April 1452; † 9. November 1504)
  4. Johannes von Neapel (* 25. Juni 1456; † 17. Oktober 1485), Erzbischof von Tarent und später Kardinal
  5. Beatrix von Aragón, (* 14. September oder 16. November 1457; † 23. September 1508) ⚭ 1. Matthias Corvinus, König von Ungarn, Gegenkönig von Böhmen; ⚭ 2. Vladislav II., König von Böhmen und Ungarn
  6. Franz von Neapel (* 16. Dezember 1461; † 26. Oktober 1486), Herzog von Sant’Angelo
2. Sancia († 30. März 1468), Gräfin von Copertino und Herrin von Nardò, heiratete 1436 Francesco II. del Balzo, den dritten Herzog von Andria, der als Teil ihrer Mitgift Graf von Copertino wurde.[4]
  1. Pirro († 24. Dezember 1491 stranguliert im Castel dell’Ovo, Neapel), 1. Herzog von Venosa Maria Donata Orsini del Balzo, Tochter von Gabriele ⚭ Maria Donata Orsini del Balzo, Tochter von Gabriele, Herzog von Venosa und Caterina Caracciolo von den Herzögen von Melfi
  2. Jacopo († 1469), Herr von Mottola und San Vito durch Vererbung seiner Mutter, Königliches Ratsmitglied im Jahr 1469.
  3. Caterina ⚭ Giordano Colonna
  4. Antonia ⚭ ? Carafa
  5. Angilberto († 24. Dezember 1491 stranguliert auf Befehl von Ferdinand I., Castel dell’Ovo, Neapel), 1. Herzog von Nardò ⚭ 1. 1455 Antonia Sanseverino; 2. vor 1463 Maria Conquesta Orsini del Balzo, natürliche Tochter von Giovanni Orsini del Balzo, Fürst von Tarent
  6. Baldassare (wahrscheinlich natürlicher Sohn von Francesco II. de Balzo), apostolischer Protonotar der Abtei des heiligen Erzengels Michael von Montescaglioso